# Ellerbrook

Die Lage des Ellerbrooks, rot markiert

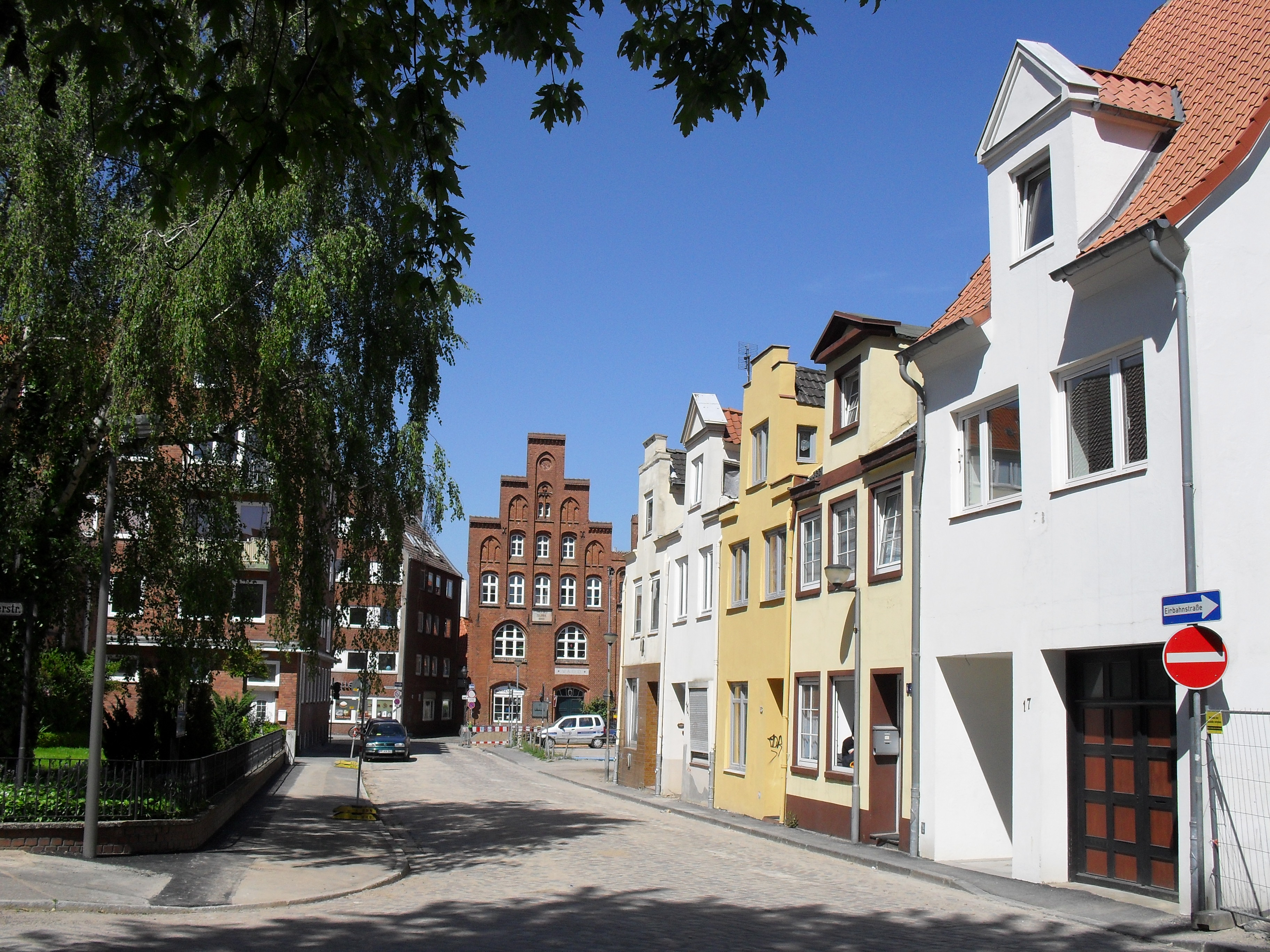
Der Ellerbrook (2010)

Der Ellerbrook ist eine Straße der Lübecker Altstadt.

## Lage
Der etwa 130 Meter lange Ellerbrook befindet sich im nordwestlichen Teil der Altstadtinsel, im Marien-Magdalenen Quartier. Er beginnt an der Beckergrube gegenüber der Blocksquerstraße und verläuft parallel zur Böttcherstraße, wobei auf halbem Wege die Bierspünderstraße von Westen her einmündet. Gegenüber der Großen Kiesau trifft der Ellerbrook auf die Fischergrube und endet dort.

## Geschichte
Der Ellerbrook trägt seine niederdeutsche Bezeichnung, die wörtlich „Erlenbruch“ bedeutet und auf ein ehemals dort befindliches, mit Erlen bewachsenes Feuchtgebiet (Bruch) der Traveniederung zurückgeht, bereits seit ältester Zeit. 1297 ist die Straße erstmals urkundlich als Elrebroke erwähnt und wechselte den Namen in den gesamten folgenden Jahrhunderten nicht, wenn die Benennung auch Variationen erfuhr:
- 1377: Elrebruch
- 1367: Elderbrock
- 1442: Helderenbrock
- 1500: Ellerbrock
- 1571: Ellerbrokesdwerstrate (Ellerbruchsquerstraße)

Der heutige Name wurde 1884 amtlich festgelegt.
Die geschlossene historische Bebauung aus mehreren Jahrhunderten wurde beim Bombenangriff vom 29. März 1942 fast vollständig vernichtet. Allein gegenüber der Bierspünderstraße, die sich an der Stelle des früheren Bierspündergangs (ehemals Ellerbrook Nr. 6) befindet, blieb eine Reihe von fünf Kleinhäusern des späten 18. Jahrhunderts erhalten.
Nach Beseitigung der Ruinen blieb die Westseite des Ellerbrooks in der Nachkriegszeit unbebautes Brachland und wurde später als Parkplatz genutzt. Mittlerweile ist, nach Abschluss der archäologischen Untersuchung des Gebiets, die Wiederbebauung mit Wohngebäuden unter Einbeziehung der historischen Kleinhäuser abgeschlossen worden.